# Halenia karstenii
Halenia karstenii är en gentianaväxtart som beskrevs av Ernest Friedrich Gilg. Halenia karstenii ingår i släktet Halenia och familjen gentianaväxter. Inga underarter finns listade i Catalogue of Life.